# Ballettens børn
Ballettens børn er en børnefilm fra 1955 instrueret af Astrid Henning-Jensen efter manuskript af Bjarne og Astrid Henning-Jensen.

## Handling
En lille pige skal bringe et par sko til balletskolen på Det kgl. Teater og kommer derved til at overvære en prøve. Hun bliver selv elev på skolen, hvor hun bliver undervist i dans og almindelige skolefag og ser balletten arbejde. Hun debuterer til slut som en af eleverne fra Bournonvilles ballet Konservatoriet.